# Ben 10: Galactic Racing
Ben 10: Galactic Racing ist ein Computer-Rennspiel von Monkey Bar Games, das ab 2011 für PlayStation 3, Xbox 360, Wii, Nintendo DS, PlayStation Vita und Nintendo 3DS veröffentlicht wurde. Es ist ein Lizenztitel zur Zeichentrickserie Ben 10 und erschien im Vertrieb des japanischen Publishers D3 Publishing. Auf PlayStation Vita zählte Galactic Racing zu den Launchtiteln bei Markteinführung der Konsole in den USA. Spielerisch handelt es sich um einen Fun-Racer im Stile von Mario Kart oder Sonic & Sega All-Stars Racing. Der Spieler wählt dabei aus 15 Serienfiguren seinen Fahrer und steuert diese in verschiedenen Rennmodi durch 25 Streckenparcours, die an Schauplätze der Serie angelehnt sind. Auf den Strecken können Power-Ups, sogenannte Omni-Nodes, aufgesammelt werden, mit denen die eigene Geschwindigkeit erhöht oder Gegner attackiert werden können.

## Rezeption
Das Spiel erhielt gemischte Wertungen

„‚Ben 10 Galactic Racing‘ hat es auf dem DS gegen Titel wie ‚Mario Kart DS‘ oder ‚Diddy Kong Racing DS‘ sehr schwer. Durchaus interessant ist das Powerup System rund um das Driften. Dieses lässt die technischen Macken und geringe Abwechslung an Strecken jedoch nicht vergessen. „Ben 10“-Fans werden sicher sowieso schon zugeschlagen haben, Fun-Racer-Fans sollten lieber erst mal Probe spielen.“

“Under normal circumstances, Ben 10: Galactic Racing would be graded on a curve. Launch software line-ups are notorious for this kind of shovelware. Unfortunately for the developers and D3 Publishing, that’s just not the case with the PlayStation Vita. Your attention – and money – is much better spent else where.”

„Im Normalfall wäre die Bewertung von Ben 10: Galactic Racing den Umständen entsprechend nach oben angepasst worden. Software-Lineups zum Verkaufsstart [einer Konsole] sind berüchtigt für diese Art von Shovelware. Zum Unglück der Entwickler und D3 Publishing gilt das jedoch nicht für die PlayStation Vita. Eure Aufmerksamkeit – und Geld – ist woanders deutlich besser aufgehoben.“